# Galbanharz

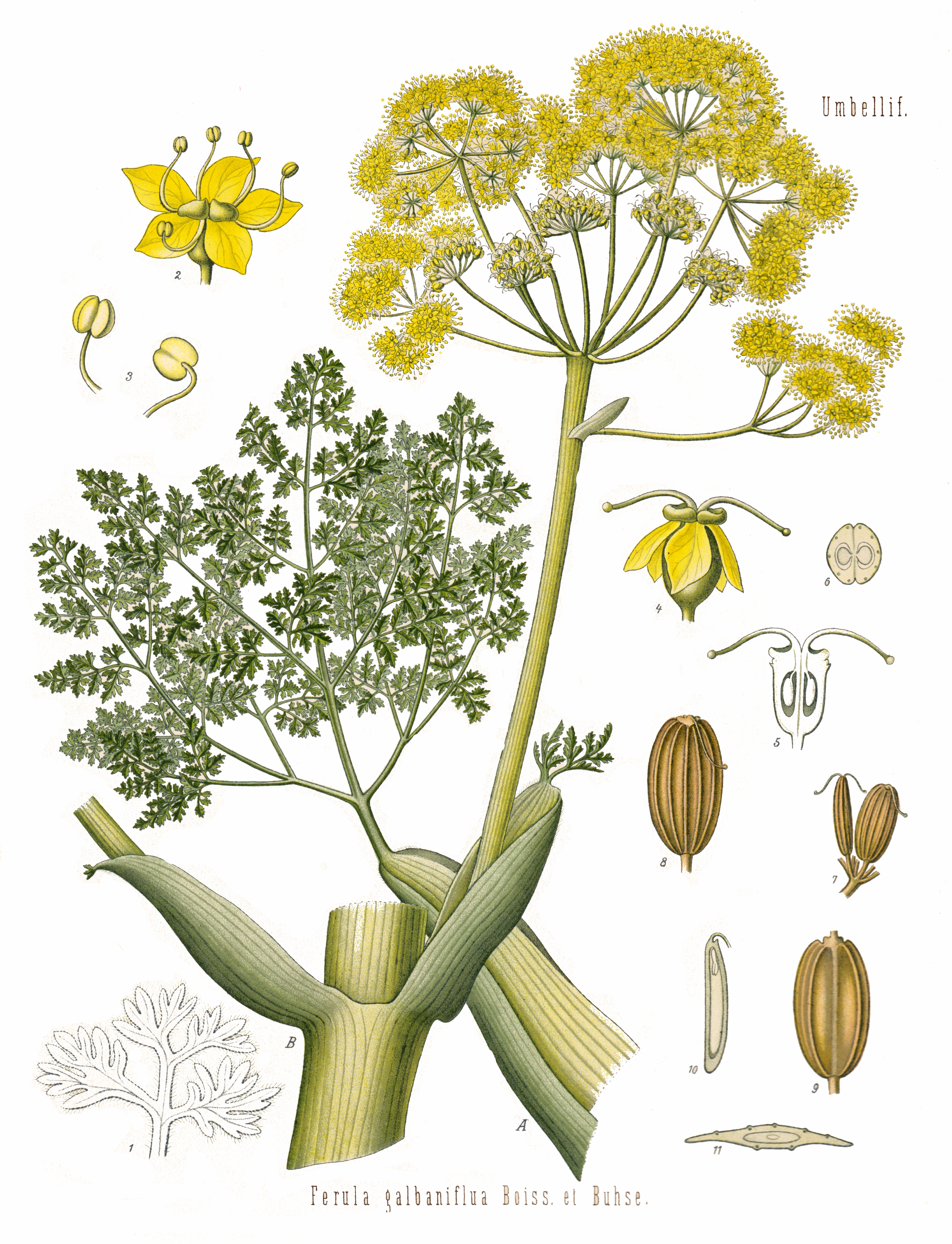
Ferula gummosa Boiss.

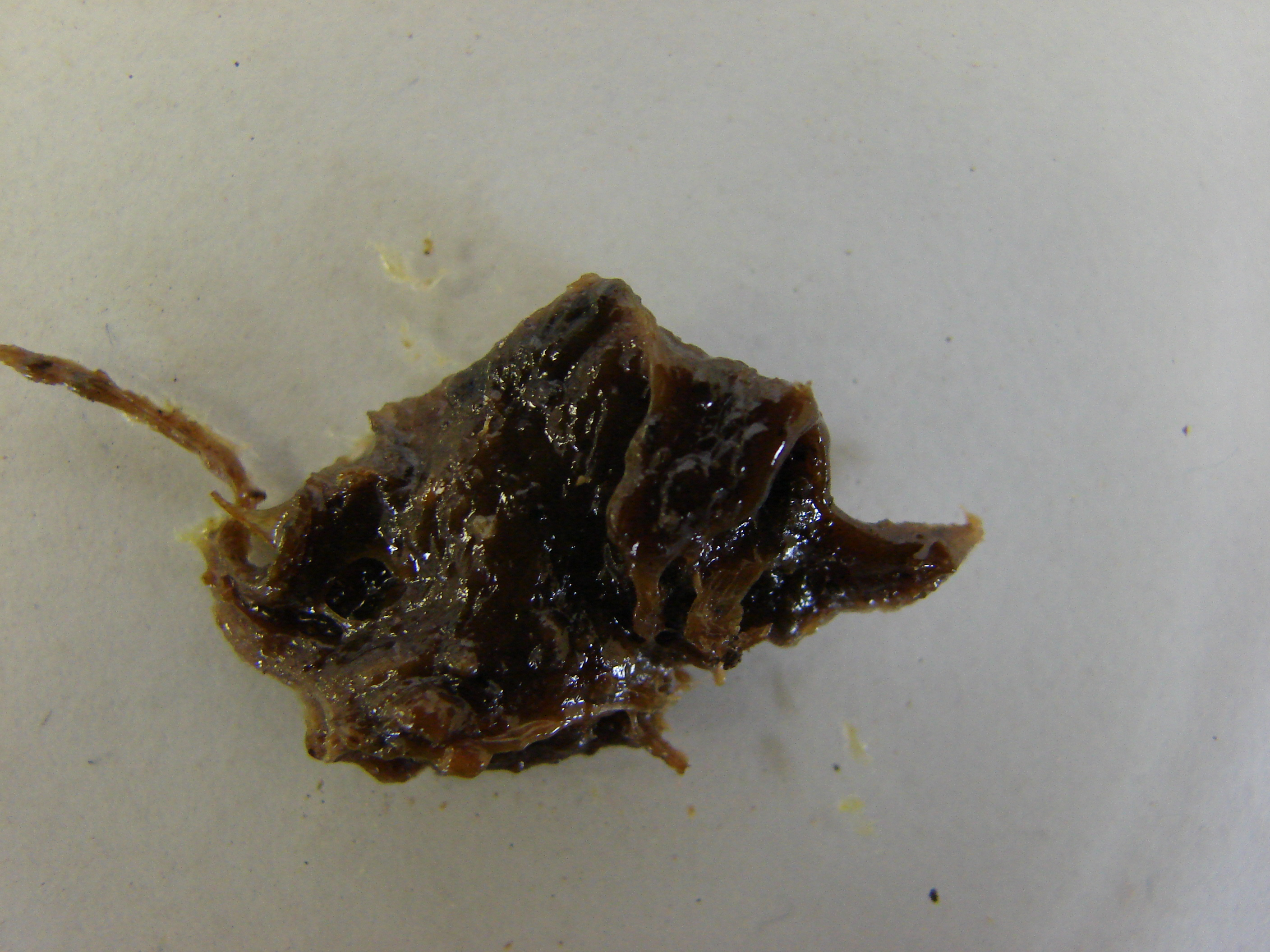
Galbanharz

Galbanharz (auch Mutterharz, Galbanum und Galban genannt) ist der eingetrocknete Milchsaft (Gummiharz), veraltet auch als Galbansaft und Galbangummi bezeichnet, von Ferula gummosa Boiss. bzw. Ferula galbaniflua Boiss. & Buhse oder Ferula erubescens Boiss., möglicherweise auch von Notobubon galbanum (= Galbanum officinale Don.) oder Ferula rubricaulis Boiss., einer Gruppe von Doldenpflanzen, den Steckenkräutern aus Persien und der Gegend östlich vom Aralsee.
Die Ware kam früher über die levantischen Hafenplätze aus Syrien, Persien, Arabien, zum Teil auch aus Ostindien und bildet wie manche andere solcher Drogen zwei Sorten, in Tränen oder Körnern und in Massen oder Kuchen, erstere in helleren, weißen oder gelblichen, durchscheinenden, wachsglänzenden, erbsen- bis nußgroßen Körnern, letztere in dunkleren, bräunlichen oder grünlichen Klumpen, von hellen Körnern durchsetzt.
Der lateinische Name Galbanum entstand aus dem griechisch-semitischen Wort chalbáne (vgl. hebräisch chelb bzw. chelb'neh: Milch, Schleim, Gummi) und ist angelehnt an lateinisch galb(an)us (grüngelb, gelblich).
Die Substanz ist ziemlich weich und klebrig, nur in der Kälte pulverisierbar. Sie enthält etwa 60 Prozent, in Ethanol lösliches, Harz, 20 Prozent Gummi und bis 6 Prozent ätherisches Öl (Oleum galbani), von dem es einen durchdringenden unangenehm aromatischen Geruch hat. Der Geschmack ist bitterlich scharf, brennend. Durch Destillation mit Wasser wird das Öl als eine farblose, an der Luft sich bräunende und verdickende Flüssigkeit erhalten, die stärker riecht als das Harz, bitter und kampferartig schmeckt.
Das Galbanum hat für technische Zwecke kaum Bedeutung; es findet sich zuweilen als Bestandteil von Kitten aufgeführt (sogenannter Diamantleim). Medizinisch wird das Öl und das gereinigte und gepulverte Harz innerlich sowie letzteres äußerlich als erweichendes Mittel bei Geschwüren und Geschwülsten angewandt und bildet den Hauptbestandteil des „Mutterpflasters“. Früher wurden mit Galbanum diverse Frauenkrankheiten behandelt, weil das Harz als menstruationsfördernd galt. Diese Nutzung brachte Galbanum die Bezeichnung „Mutterharz“ ein.
Heute wird das Galbanharz ausschließlich in Iran gewonnen, etwa 80 Tonnen im Jahr. Im Handel ist das Extraktharz (Resinoid) und das ätherische Öl erhältlich. Beide werden heute oft in der Parfümerie eingesetzt, um der jeweiligen Duftkomposition eine frische Grünnote zu verleihen. Außerdem wird das ätherische Öl in der Aromatherapie verwendet.